# Astronomie heute
Astronomie heute war der Name der deutschen Ausgabe der US-amerikanischen Zeitschrift Sky & Telescope. Das Magazin erschien zehnmal pro Jahr in der Spektrum der Wissenschaft Verlagsgesellschaft und behandelte auf populärem Niveau Themen aus der Astronomie, der Raumfahrt und der Science-Fiction. Neben angebotenen Tipps zur eigenen Himmelsbeobachtung enthielt die Zeitschrift auch Berichte und Reportagen, in denen die Planungen der Raumfahrtingenieure nahtlos in die Visionen von Science-Fiction-Autoren übergingen. 
Die 2003 als populäres Magazin für Astronomie und Raumfahrt gegründete Zeitschrift erschien zunächst in einer Auflage von rund 20.000 Heften. Seit der inhaltlichen Neuausrichtung (ab September-Heft 2007) erhöhte sich die Druckauflage auf 30.000 Hefte. Mit der Aprilausgabe 2008 stellte Astronomie heute sein Erscheinen ein; die Redaktion wurde aufgelöst und die Internetdomain auf Sterne und Weltraum übertragen.